# Рубен Бемельманс
Рубен Бемельманс (нід. Ruben Bemelmans; 14 січня 1988, Генк, Бельгія) — колишній бельгійський тенісист; фіналіст Кубка Девіса (2015 і 2017) у складі національної збірної Бельгії; переможець одного турніру ATP в парному розряді. Найвищу одиночну позицію світового рейтингу — 84 місце досяг 28 вересня 2015, парну — 128 місце — 1 жовтня 2012 року. Найвищим досягненням на турнірах Великого шолома було 3 коло в одиночному розряді. Завершив кар'єру 2022 року.

## Життєпис
Рубен в тенісі з чотирьох років. Улюблені покриття — хард і трава.
Перший раз взяв участь в турнірах серії ITF Futures в 2005 році. У 2006 році виграв в цій серії перші парні змагання, а в 2007 перший одиночний турнір. У 2009 році зумів перемогти на турнірі старшої серії Challenger у Вольфсбурзі. У 2010 році в Загребі дебютував в основних змаганнях на турнірі ATP. У вересні того ж року вперше вийшов до другого раунду турніру ATP в Бангкоку. На цьому ж турнірі в другому раунді він вперше зіграв з першою ракеткою світу Рафаелем Надалем, якому Рубен програв 1-6, 4-6. У лютому 2011 року він вдруге в кар'єрі виграв Challenger в Вольфсбурзі. У червні 2011 року дебютує в основній сітці на турнірі серії Великого шолома Вімблдонському турнірі, а через рік він дійшов тут до другого раунду. У липні 2012 року спільно з Ксавьє Малісс виграв парні змагання на турнірі в Лос-Анджелесі.
У вересні 2015 року Бемельманс переміг Жиля Мюллера.

## Фінали турнірів ATP за кар'єру

Рубен Бемельманс at the Wimbledon Championships 2011

### Парний розряд: 1 (1 перемога)
| Легенда                                     |
| ------------------------------------------- |
| Турніри Великого шлема (0–0)                |
| Фінали Світового туру ATP (0–0)             |
| Серія Мастерс 1000 Світового Туру ATP (0–0) |
| Серія 500 Світового туру ATP (0–0)          |
| Серія 250 Світового туру ATP (1–0)          |

| Фінали за покриттям |
| ------------------- |
| Тверде (1–0)        |
| Ґрунт (0–0)         |
| Трава (0–0)         |
| Килим (0–0)         |

| Результат | В-П | Дата     | Турнір                | Рівень    | Покриття | Партнер       | Суперники                   | Рахунок               |
| --------- | --- | -------- | --------------------- | --------- | -------- | ------------- | --------------------------- | --------------------- |
| Перемога  | 1–0 | Лип 2012 | Los Angeles Open, США | Серія 250 | Тверде   | Ксав'є Малісс | Джеймі Дельгадо Кен Скупскі | 7–6(7–5), 4–6, [10–7] |

## Team competition finals
| Результат | В-П | Дата     | Турнір                                 | Покриття   | Партнер                                 | Суперники                                            | Рахунок |
| --------- | --- | -------- | -------------------------------------- | ---------- | --------------------------------------- | ---------------------------------------------------- | ------- |
| Поразка   | 0–1 | Січ 2011 | Кубок Гопмана, Перт, Західна Австралія | Тверде     | Жустін Енен                             | Бетані Маттек-Сендс Джон Ізнер                       | 1–2     |
| Поразка   | 0–2 | Лис 2015 | Кубок Девіса, Гент, Бельгія            | Ґрунт (i)  | Давід Ґоффен Стів Дарсі Кіммер Коппеянс | Енді Маррей Кайл Едмунд Джеймс Ворд Джеймі Маррей    | 1–3     |
| Поразка   | 0–3 | Лис 2017 | Кубок Девіса, Ліль, Франція            | Тверде (i) | Давід Ґоффен Стів Дарсі Йоріс Де Лор    | Жо-Вілфрід Тсонга Люка Пуй Рішар Гаске П'єр-Юг Ербер | 2–3     |

## Фінали челленджерів і ф'ючерсів

### Одиночний розряд: 37 (20–17)
| Легенда (одиночний розряд) |
| -------------------------- |
| Тур ATP Челленджер (6–13)  |
| Тур ITF Ф'ючерс (14–4)     |

| Титули за покриттям |
| ------------------- |
| Тверде (12–8)       |
| Ґрунт (2–3)         |
| Трава (0–1)         |
| Килим (6–5)         |

| Результат | В-П   | Дата     | Турнір                           | Рівень                | Покриття   | Суперник               | Рахунок                 |
| --------- | ----- | -------- | -------------------------------- | --------------------- | ---------- | ---------------------- | ----------------------- |
| Поразка   | 0–1   | Бер 2007 | Швеція F1, Мальме                | Ф'ючерс               | Тверде (i) | Пабло Фіґероа          | 6–7(8–10), 5–7          |
| Поразка   | 0–2   | Чер 2007 | Румунія F5, Бакеу                | Ф'ючерс               | Ґрунт      | Артемон Апосту-Ефремов | 2–6, 0–6                |
| Поразка   | 0–3   | Лип 2007 | Німеччина F9, Ремерберг          | Ф'ючерс               | Ґрунт      | Дастін Браун           | 3–6, 6–7(4–7)           |
| Перемога  | 1–3   | Лип 2007 | Німеччина F10, Еспелькамп        | Ф'ючерс               | Ґрунт      | Франц Штаудер          | 6–2, 7–5                |
| Перемога  | 2–3   | Лис 2007 | Ізраїль F4, Рамат-га-Шарон       | Ф'ючерс               | Тверде     | Нільс Десайн           | 6–3, 6–3                |
| Поразка   | 2–4   | Січ 2008 | Німеччина F3, Каарст             | Ф'ючерс               | Килим (i)  | Жерон Массон           | 2–6, 6–4, 2–6           |
| Перемога  | 3–4   | Бер 2008 | Швейцарія F2, Бассерсдорф        | Ф'ючерс               | Килим (i)  | Ладіслав Храмоста      | 3–6, 6–3, 6–2           |
| Перемога  | 4–4   | Тра 2008 | Італія F15, Чезена               | Ф'ючерс               | Ґрунт      | Карлос Авельян         | 6–4, 3–6, 6–0           |
| Поразка   | 4–5   | Лис 2008 | Аахен, Німеччина                 | Челленджер            | Килим (i)  | Євген Корольов         | 6–7(5–7), 6–7(3–7)      |
| Перемога  | 5–5   | Лют 2009 | Франція F3, Брессюїр             | Ф'ючерс               | Тверде (i) | Венсан Мійо            | 6–4, 6–3                |
| Перемога  | 6–5   | Бер 2009 | Вольфсбург, Німеччина            | Челленджер            | Килим (i)  | Стефано Гальвані       | 7–6(7–5), 3–6, 6–3      |
| Перемога  | 7–5   | Вер 2009 | Франція F15, Плезір              | Ф'ючерс               | Тверде (i) | П'єррік Їсерн          | 6–7(5–7), 6–1, 7–5      |
| Перемога  | 8–5   | Бер 2010 | Франція F4, Лілль                | Ф'ючерс               | Тверде (i) | Нільс Десайн           | 6–4, 6–2                |
| Перемога  | 9–5   | Бер 2010 | Франція F5, Пуатьє               | Ф'ючерс               | Тверде (i) | Шарль-Антуан Брезак    | 6–4, 4–6, 6–4           |
| Перемога  | 10–5  | Лип 2010 | Іспанія F23, Пальма-дель-Ріо     | Ф'ючерс               | Тверде     | Нільс Десайн           | 4–6, 6–4, 7–6(7–1)      |
| Поразка   | 10–6  | Лис 2010 | Еккенталь, Німеччина             | Челленджер            | Килим (i)  | Ігор Сейслінґ          | 6–3, 2–6, 3–6           |
| Перемога  | 11–6  | Лют 2011 | Вольфсбург, Німеччина            | Челленджер            | Килим (i)  | Домінік Мефферт        | 6–7(8–10), 6–4, 6–4     |
| Поразка   | 11–7  | Січ 2012 | Гайльбронн, Німеччина            | Челленджер            | Тверде (i) | Б'єрн Фау              | 7–6(7–4), 3–6, 4–6      |
| Поразка   | 11–8  | Тра 2012 | Афіни, Греція                    | Челленджер            | Тверде     | Марінко Матосевич      | 3–6, 4–6                |
| Поразка   | 11–9  | Вер 2012 | Орлеан, Франція                  | Челленджер            | Тверде (i) | Давід Ґоффен           | 4–6, 6–3, 3–6           |
| Поразка   | 11–10 | Чер 2013 | Nottingham Open, Велика Британія | Челленджер            | Трава      | Стів Джонсон           | 5–7, 5–7                |
| Поразка   | 11–11 | Лис 2013 | Еккенталь, Німеччина             | Челленджер            | Килим (i)  | Бенжамін Бекер         | 6–2, 6–7(3–7), 4–6      |
| Перемога  | 12–11 | Лис 2014 | Еккенталь, Німеччина             | Челленджер            | Килим (i)  | Тім Пюц                | 7–6(7–3), 6–3           |
| Перемога  | 13–11 | Лют 2015 | Німеччина F4, Нуслох             | Ф'ючерс               | Килим (i)  | Максіміліан Мартерер   | 6–3, 6–7(2–7), 7–6(7–5) |
| Поразка   | 13–12 | Лют 2015 | Глазго, Велика Британія          | Челленджер            | Тверде (i) | Нільс Десайн           | 6–7(4–7), 6–2, 6–7(4–7) |
| Перемога  | 14–12 | Кві 2015 | Ле-Гозьє, Гваделупа              | Челленджер            | Тверде     | Едуар Роже-Васслен     | 7–6(8–6), 6–3           |
| Перемога  | 15–12 | Лип 2016 | Бельгія F5, Мідделкерке          | Ф'ючерс               | Тверде     | Яннік Мертенс          | 6–3, 6–7(3–7), 6–1      |
| Перемога  | 16–12 | Жов 2016 | США F34, Бурлінгейм              | Ф'ючерс               | Тверде (i) | Сем Беррі              | 6–1, 6–2                |
| Поразка   | 16–13 | Лис 2016 | Шарлотсвілл, США                 | Челленджер            | Тверде (i) | Рейллі Опелка          | 4–6, 6–2, 6–7(5–7)      |
| Поразка   | 16–14 | Лис 2016 | Шампейн, США                     | Челленджер            | Тверде (i) | Генрі Лааксонен        | 5–7, 3–6                |
| Перемога  | 17–14 | Січ 2017 | Кобленц, Німеччина               | Челленджер            | Тверде (i) | Нільс Ланґер           | 6–4, 3–6, 7–6(7–0)      |
| Поразка   | 17–15 | Бер 2017 | Драммонвіль, Канада              | Челленджер            | Тверде (i) | Денис Шаповалов        | 3–6, 2–6                |
| Поразка   | 17–16 | Лип 2017 | Схевенінген, Нідерланди          | Челленджер            | Ґрунт      | Гільєрмо Гарсія-Лопес  | 1–6, 7–6(7–3), 2–6      |
| Поразка   | 17–17 | Лис 2018 | Еккенталь, Німеччина             | Челленджер            | Килим (i)  | Антуан Оан             | 5–7, 3–6                |
| Перемога  | 18–17 | Січ 2020 | Німеччина M25, Нуслох            | ITF World Tennis Tour | Килим (i)  | Йонаш Форейтек         | 6–7(4–7), 7–6(7–3), 6–2 |
| Перемога  | 19–17 | Бер 2020 | Італія M25, Тренто               | ITF World Tennis Tour | Тверде (i) | Александер Ерлер       | 4–6, 6–2, 6–4           |
| Перемога  | 20–17 | Лют 2021 | Шербур, Франція                  | Челленджер            | Тверде (i) | Лукаш Росол            | 6–4, 6–4                |

### Парний розряд: 40 (27–13)
| Легенда (парний розряд)   |
| ------------------------- |
| Тур ATP Челленджер (13–9) |
| Тур ITF Ф'ючерс (14–4)    |

| Титули за покриттям |
| ------------------- |
| Тверде (18–9)       |
| Ґрунт (6–2)         |
| Трава (0–1)         |
| Килим (3–1)         |

| Результат | В-П   | Дата     | Турнір                           | Рівень                | Покриття   | Партнер                  | Суперники                                | Рахунок               |
| --------- | ----- | -------- | -------------------------------- | --------------------- | ---------- | ------------------------ | ---------------------------------------- | --------------------- |
| Перемога  | 1–0   | Сер 2006 | Німеччина F11, Ессен             | Ф'ючерс               | Ґрунт      | Нільс Десайн             | Антал ван дер Дейм Бой Вестергоф         | 1–6, 7–5, 7–5         |
| Перемога  | 2–0   | Лют 2007 | Іспанія F7, Картахена            | Ф'ючерс               | Тверде     | Яннік Мертенс            | Алессандро да Коль Абель Ернандес-Гарсія | 7–6(7–2), 6–2         |
| Поразка   | 2–1   | Чер 2007 | Нідерланди F1, Алкмар            | Ф'ючерс               | Ґрунт      | Яннік Мертенс            | Романо Франтзен Нік ван дер Мер          | 4–6, 6–4, 2–6         |
| Перемога  | 3–1   | Лип 2007 | Німеччина F10, Еспелькамп        | Ф'ючерс               | Ґрунт      | Андре Бегеманн           | Ремко де Рейке Вас ван дер Валк          | 6–3, 6–3              |
| Поразка   | 3–2   | Лис 2007 | Велика Британія F21, Редбрідж    | Ф'ючерс               | Тверде (i) | Нільс Десайн             | Джошуа Гудолл Кен Скупскі                | 7–5, 6–7(3–7), [5–10] |
| Перемога  | 4–2   | Бер 2008 | Франція F5, Пуатьє               | Ф'ючерс               | Тверде (i) | Стефан Ваутерс           | Жюльєн Жанп'єр Жосслен Уанна             | 7–5, 6–4              |
| Поразка   | 4–3   | Кві 2008 | Туреччина F5, Анталія            | Ф'ючерс               | Ґрунт      | Яннік Мертенс            | Карім Маамун Шеріф Сабри                 | 6–3, 4–6, [10–12]     |
| Перемога  | 5–3   | Тра 2008 | Італія F15, Чезена               | Ф'ючерс               | Ґрунт      | Орасіо Себальйос         | Антоніо Пасторіно Дам'ян Патріарка       | 6–2, 6–4              |
| Перемога  | 6–3   | Чер 2008 | Словенія F2, Марибор             | Ф'ючерс               | Ґрунт      | Барт де Керсмакер        | Маркус Хіпфль Марко Мірнеґґ              | 6–1, 6–3              |
| Перемога  | 7–3   | Сер 2008 | Бельгія F2, Коксейде             | Ф'ючерс               | Ґрунт      | Нільс Десайн             | Александр Фолі Давід Ґоффен              | 7–5, 7–5              |
| Перемога  | 8–3   | Вер 2008 | Франція F14, Мюлуз               | Ф'ючерс               | Тверде (i) | Нільс Десайн             | Дастін Браун Штефан Зайферт              | 7–6(13–11), 6–3       |
| Перемога  | 9–3   | Жов 2008 | Франція F18, Сен-Дізьє           | Ф'ючерс               | Тверде (i) | Нільс Десайн             | Гільєрмо Алькайде Микола Нестеров        | 6–4, 3–6, [10–6]      |
| Поразка   | 9–4   | Вер 2009 | St Remy, Франція                 | Челленджер            | Тверде     | Нільс Десайн             | Їржі Кркошка Лукаш Лацко                 | 1–6, 6–3, [3–10]      |
| Перемога  | 10–4  | Вер 2009 | Франція F14, Мюлуз               | Ф'ючерс               | Тверде (i) | Яннік Мертенс            | Костянтин Кравчук Олександр Кудрявцев    | 6–3, 7–6(8–6)         |
| Перемога  | 11–4  | Бер 2010 | Франція F4, Лілль                | Ф'ючерс               | Тверде (i) | Нільс Десайн             | Равен Класен Ізак ван дер Мерве          | 7–6(7–4), 6–3         |
| Перемога  | 12–4  | Бер 2010 | Франція F5, Пуатьє               | Ф'ючерс               | Тверде (i) | Яннік Мертенс            | Олів'є Пасьянс Ніколя Ренаван            | 3–6, 6–1, [10–6]      |
| Поразка   | 12–5  | Жов 2010 | Монс, Бельгія                    | Челленджер            | Тверде (i) | Яннік Мертенс            | Філіп Полашек Ігор Зеленай               | 6–3, 4–6, [5–10]      |
| Перемога  | 13–5  | Лис 2010 | Аахен, Німеччина                 | Челленджер            | Килим (i)  | Ігор Сейслінґ            | Джеймі Дельгадо Джонатан Маррей          | 6–4, 3–6, [11–9]      |
| Перемога  | 14–5  | Сер 2012 | Ванкувер, Канада                 | Челленджер            | Тверде     | Максім Отом              | Джон Пірс (тенісист) Джон-Патрік Сміт    | 6–4, 6–2              |
| Поразка   | 14–6  | Чер 2014 | Nottingham Open, Велика Британія | Челленджер            | Трава      | Ґо Соеда                 | Раміз Джунейд Майкл Вінус                | 6–4, 6–7(1–7), [6–10] |
| Перемога  | 15–6  | Сер 2014 | Аптос, США                       | Челленджер            | Тверде     | Лауринас Грігеліс        | Пурав Раджа Санам Сінгх                  | 6–3, 4–6, [11–9]      |
| Поразка   | 15–7  | Жов 2014 | Франція F24, Родез               | Ф'ючерс               | Тверде (i) | Максім Отом              | Джеймс Класкі Девід О'Гейр               | 6–7(5–7), 6–3, [8–10] |
| Перемога  | 16–7  | Лис 2014 | Еккенталь, Німеччина             | Челленджер            | Килим (i)  | Нільс Десайн             | Андреас Бек Філіпп Пецшнер               | 6–3, 4–6, [10–8]      |
| Перемога  | 17–7  | Жов 2015 | Монс, Бельгія                    | Челленджер            | Тверде (i) | Філіпп Пецшнер           | Раміз Джунейд Ігор Зеленай               | 6–3, 6–1              |
| Перемога  | 18–7  | Лис 2015 | Еккенталь, Німеччина             | Челленджер            | Килим (i)  | Філіпп Пецшнер           | Кен Скупскі Ніл Скупскі                  | 7–5, 6–2              |
| Перемога  | 19–7  | Лип 2016 | Бельгія F5, Мідделкерке          | Ф'ючерс               | Тверде     | Яннік Мертенс            | Гантер Джонсон Єйтс Джонсон              | 6–1, 6–1              |
| Поразка   | 19–8  | Лип 2016 | Реканаті, Італія                 | Челленджер            | Тверде     | Адріан Менендес Масейрас | Кевін Кравіц Альбано Оліветті            | 3–6, 6–7(4–7)         |
| Поразка   | 19–9  | Лис 2016 | Ноксвілл, США                    | Челленджер            | Тверде (i) | Йоріс Де Лор             | Пітер Поланскі Аділ Шамасдін             | 1–6, 3–6              |
| Поразка   | 19–10 | Лис 2016 | Кіото, Японія                    | Челленджер            | Тверде (i) | Йоріс Де Лор             | Санчай Ратіватана Сончат Ратіватана      | 6–4, 4–6, [7–10]      |
| Поразка   | 19–11 | Кві 2018 | Ле-Гозьє, Гваделупа              | Челленджер            | Тверде     | Жонатан Ейссерік         | Джон-Патрік Сміт Ніл Скупскі             | 6–7(3–7), 4–6         |
| Перемога  | 20–11 | Кві 2019 | Туніс (місто), Туніс             | Challenger            | Ґрунт      | Тім Пюц                  | Факундо Аргуельйо Гільєрмо Дюран         | 6–3, 6–1              |
| Поразка   | 20–12 | Тра 2019 | Сеул, Південна Корея             | Челленджер            | Тверде     | Сергій Стаховський       | Макс Перселл Люк Савіль                  | 4–6, 6–7(7–9)         |
| Перемога  | 21–12 | Вер 2019 | Глазго, Велика Британія          | Челленджер            | Тверде (i) | Даніель Мазур            | Джеймі Маррей Джон-Патрік Сміт           | 4–6, 6–3, [10–8]      |
| Перемога  | 22–12 | Бер 2020 | Італія M25, Тренто               | ITF World Tennis Tour | Тверде (i) | Даніель Мазур            | Александер Ерлер Давід Хорда Санчіс      | 7–6(9–7), 6–2         |
| Перемога  | 23–12 | Лют 2021 | Кемпер, Франція                  | Челленджер            | Тверде (i) | Даніель Мазур            | Брендон Накашіма Гантер Ріс              | 6–2, 6–1              |
| Перемога  | 24–12 | Вер 2021 | Biel/Bienne, Швейцарія           | Челленджер            | Тверде (i) | Даніель Мазур            | Марк-Андреа Гюслер Домінік Штрікер       | w/o                   |
| Поразка   | 24–13 | Лис 2021 | Еккенталь, Німеччина             | Челленджер            | Килим (i)  | Даніель Мазур            | Роман Єбави Джонні О'Мара                | 4–6, 5–7              |
| Перемога  | 25–13 | Січ 2022 | Bendigo, Австралія               | Челленджер            | Тверде     | Даніель Мазур            | Енцо Куако Блаж Рола                     | 7–6(7–2), 6–4         |
| Перемога  | 26–13 | Лют 2022 | Турин, Італія                    | Челленджер            | Тверде (i) | Даніель Мазур            | Сандер Арендс Давід Пел                  | 3–6, 6–3, [10–8]      |
| Перемога  | 27–13 | Бер 2022 | Лугано, Швейцарія                | Челленджер            | Тверде (i) | Даніель Мазур            | Жером Кім Леандро Рідль                  | 6–4, 6–7(5–7), [10–7] |

## Досягнення в одиночних змаганнях
| W | Ф | ПФ | ЧФ | #Р | КТ | К# | DNQ | A | NH |

| Турнір                                 | 2009 | 2010 | 2011 | 2012 | 2013 | 2014 | 2015 | 2016 | 2017 | 2018 | 2019 | 2020 | 2021 | 2022 | В-П  |
| -------------------------------------- | ---- | ---- | ---- | ---- | ---- | ---- | ---- | ---- | ---- | ---- | ---- | ---- | ---- | ---- | ---- |
| Турніри Великого шлему                 |      |      |      |      |      |      |      |      |      |      |      |      |      |      |      |
| Відкритий чемпіонат Австралії з тенісу | К1р  | К1р  |      | К1р  | 1р   | К3р  | 1р   | К3р  | К1р  | 2р   | К1р  |      | К1р  | К1р  | 1–3  |
| Відкритий чемпіонат Франції з тенісу   | К1р  | К2р  | К1р  | К2р  | К2р  | К2р  | 1р   | К2р  | К1р  | 2р   | К1р  | К3р  | К1р  |      | 1–2  |
| Вімблдонський турнір                   | К3р  | К1р  | 1р   | 2р   | К3р  | К2р  | 1р   | 1р   | 3р   | 2р   | 1р   | NH   | К2р  |      | 4–7  |
| Відкритий чемпіонат США з тенісу       | К2р  | К3р  | К2р  | К2р  | К1р  | К2р  | 3р   | К1р  | 1р   | 1р   | К2р  |      | К3р  |      | 2–3  |
| В-П                                    | 0–0  | 0–0  | 0–1  | 1–1  | 0–1  | 0–0  | 2–4  | 0–1  | 2–2  | 3–4  | 0–1  | 0–0  | 0–0  | 0–0  | 8–15 |

## Подробиці найліпших результатів на турнірах Великого шлему
|                                                         | Відкритий чемпіонат Австралії з тенісу                  | Відкритий чемпіонат Австралії з тенісу                  |
| Відкритий чемпіонат Австралії з тенісу 2018 (кваліфаєр) | Відкритий чемпіонат Австралії з тенісу 2018 (кваліфаєр) | Відкритий чемпіонат Австралії з тенісу 2018 (кваліфаєр) |
| Раунд                                                   | Суперник                                                | Рахунок                                                 |
| ------------------------------------------------------- | ------------------------------------------------------- | ------------------------------------------------------- |
| К1р                                                     | Каміл Майхшак                                           | 7–5, 5–7, 7–5                                           |
| К2р                                                     | Віктор Галович                                          | 5–7, 6–3, 7–5                                           |
| К3р                                                     | Лі Ток Хі                                               | 6–4, 6–4                                                |
| 1р                                                      | Люка Пуй (18)                                           | 6–4, 6–4, 6–7(4–7), 7–6(8–6)                            |
| 2р                                                      | Ніколоз Басілашвілі                                     | 5–7, 1–6, 3–6                                           |

|                                                            | Відкритий чемпіонат Франції з тенісу                       | Відкритий чемпіонат Франції з тенісу                       |
| Відкритий чемпіонат Франції з тенісу 2018 (щасливий лузер) | Відкритий чемпіонат Франції з тенісу 2018 (щасливий лузер) | Відкритий чемпіонат Франції з тенісу 2018 (щасливий лузер) |
| Раунд                                                      | Суперник                                                   | Рахунок                                                    |
| ---------------------------------------------------------- | ---------------------------------------------------------- | ---------------------------------------------------------- |
| К1р                                                        | Уго Юмбер (WC)                                             | 6–4, 6–7(6–8), 6–3                                         |
| К2р                                                        | Нино Сердарушич                                            | 6–2, 6–3                                                   |
| К3р                                                        | Томас Беллуччі                                             | 2–6, 6–2, 5–7                                              |
| 1р                                                         | Юкі Бгамбрі                                                | 6–4, 6–4, 6–1                                              |
| 2р                                                         | Юрген Зопп (LL)                                            | 6–4, 6–4, 3–6, 4–6, 4–6                                    |

|                                       | Вімблдонський турнір                  | Вімблдонський турнір                  |
| Вімблдонський турнір 2017 (кваліфаєр) | Вімблдонський турнір 2017 (кваліфаєр) | Вімблдонський турнір 2017 (кваліфаєр) |
| Раунд                                 | Суперник                              | Рахунок                               |
| ------------------------------------- | ------------------------------------- | ------------------------------------- |
| К1р                                   | Трістан Ламазін                       | 3–6, 6–1, 6–3                         |
| К2р                                   | Матіас Бург                           | 6–4, 3–6, 6–3                         |
| К3р                                   | Геральд Мельцер (27)                  | 6–4, 7–5, 6–3                         |
| 1р                                    | Томмі Гаас (WC)                       | 6–2, 3–6, 6–3, 7–5                    |
| 2р                                    | Данило Медведєв                       | 6–4, 6–2, 3–6, 2–6, 6–3               |
| 3р                                    | Кевін Андерсон                        | 6–7(3–7), 4–6, 6–7(3–7)               |

|                                       | Відкритий чемпіонат США з тенісу      | Відкритий чемпіонат США з тенісу      |
| Відкритий чемпіонат США з тенісу 2015 | Відкритий чемпіонат США з тенісу 2015 | Відкритий чемпіонат США з тенісу 2015 |
| Раунд                                 | Суперник                              | Рахунок                               |
| ------------------------------------- | ------------------------------------- | ------------------------------------- |
| 1р                                    | Жіль Мюллер                           | 6–4, 1–6, 6–4, 6–4                    |
| 2р                                    | Джек Сок (28)                         | 4–6, 4–6, 6–3, 2–1 ret.               |
| 3р                                    | Стен Вавринка (5)                     | 3–6, 6–7(5–7), 4–6                    |